# Utrujenost
Utrujenost  je zmanjšanje telesnih, duševnih sil, zmožnosti za opravljanje česa, zaradi dalj časa trajajočega, čezmernega napora, obremenitve ali zaradi bolezni. Kaže se v zmanjšani učinkovitosti in nagnjenosti k nezgodam in je negativni kazalnik zdravja, ki zmanjšuje učinek pri delovni aktivnosti..
Utrujenost je obrambni mehanizem organizma, ki varuje energijske rezerve in preprečuje prehudo obrabo organov. Pri utrujenosti gre tako za psihološke kot tudi fiziološke dejavnike.
Glede na vrsto lahko delimo utrujenost na fizično, ko gre za posledico fizičnih naporov, in psihično, ko gre za posledico intelektualnega dela. 
Utrujenost se lahko odpravlja s počitkom, dodajanjem manjkajočih snovi v telo ter s stimulacijo.